# E io ci sto (album)
E io ci sto è il sesto ed ultimo album in studio del cantautore italiano Rino Gaetano, pubblicato nel 1980 dalla RCA Italiana.

## Tracce
Testi e musiche di Rino Gaetano.
Lato A
1. E io ci sto – 4:04
2. Ti ti ti ti – 3:15
3. Ping pong – 5:09
4. Michele 'o pazzo è pazzo davvero – 3:34

Lato B
1. Metà Africa metà Europa – 3:25
2. Jet-set – 4:35
3. Sombrero – 2:10
4. La donna mia / Scusa Mary – 6:16

## Formazione
- Rino Gaetano – voce, chitarra
- Giovanni Tommaso – basso
- Vincenzo Mancuso – chitarra
- Dino Kappa – basso
- Massimo Buzzi – batteria
- Stefano Senesi – tastiera, pianoforte
- Alessandro Centofanti – sintetizzatore
- Carlo Pennisi – chitarra
- Roberto Zanaboni – tastiera, pianoforte
- Derek Wilson – batteria
- Guido Podestà – marimba
- Maurizio Parrini – tromba
- Michelangelo Piazza – tromba
- Cicci Santucci – tromba
- Giancarlo Becattini – trombone
- Vinicio Di Fulvio – trombone
- Maurizio Giammarco – sax
- Baba Yaga, I Nostri Figli – cori